# Ali Gatie
Ali Gatie (nascido em 31 de maio de 1997 no Iêmen) é um cantor, compositor e rapper de Mississauga. Ele nasceu de pais iraquianos no Iêmen em 1997. Sua música de 2019 "It's You" alcançou o mundo todo, alcançando a Billboard Hot 100 dos Estados Unidos e alcançando o top 40 na Austrália, Canadá, Irlanda e Suécia e os dez melhores na Nova Zelândia e na Alemanha.

## Vida pessoal
Ali Gatie nasceu de pais iraquianos no Iêmen em 1997. Sua família mudou-se para Abu Dhabi antes de se estabelecer em Mississauga, Ontário. Ele cresceu ouvindo Ed Sheeran, J. Cole e Frank Ocean, que influenciaram sua música.

## Carreira
Gatie começou uma carreira musical aos 18 anos e começou a gravar em 2016. Essa decisão o levou a abandonar a universidade. Em 2017, ele venceu uma competição online do RhymeStars organizada por Joe Budden. Depois de lançar uma série de singles em 2018, ele foi contratado pela Warner Records. A música "Moonlight" se tornaria seu primeiro sucesso comercial , obtendo quase 8 milhões de visualizações no YouTube. No entanto, o lançamento de "It's You" em junho de 2019 se tornaria seu grande avanço; uma "história explosiva de streaming", em dezembro de 2019, havia excedido 650 milhões de transmissões. Em 8 de novembro de, Em 2019, Gatie lançou seu primeiro álbum, You. Um filme de 12 minutos acompanhou o lançamento, que incluiu sete novas músicas.

## Discografia

### Álbuns
| Título | Detalhes                                                                                            | Posições do gráfico de pico | Posições do gráfico de pico | Posições do gráfico de pico |
| Título | Detalhes                                                                                            | CAN                         | NOR                         | EUA                         |
| ------ | --------------------------------------------------------------------------------------------------- | --------------------------- | --------------------------- | --------------------------- |
| You    | - Realizado: 8 de novembro de 2019 - Gravadora: Lisn, Warner - Formato: Digital download, streaming | 32                          | 40                          | 123                         |

### Solteiros com gráficos
| Título                               | Ano  | Posições do gráfico de pico | Posições do gráfico de pico | Posições do gráfico de pico | Posições do gráfico de pico | Posições do gráfico de pico | Posições do gráfico de pico | Posições do gráfico de pico | Posições do gráfico de pico | Posições do gráfico de pico | Posições do gráfico de pico | Certificações                                                 | Album            |
| Título                               | Ano  | CAN                         | AUS                         | GER                         | IRE                         | NOR                         | NZ                          | SWE                         | SWI                         | GBR                         | USA                         | Certificações                                                 | Album            |
| ------------------------------------ | ---- | --------------------------- | --------------------------- | --------------------------- | --------------------------- | --------------------------- | --------------------------- | --------------------------- | --------------------------- | --------------------------- | --------------------------- | ------------------------------------------------------------- | ---------------- |
| "It's You"                           | 2019 | 25                          | 15                          | 72                          | 24                          | 17                          | 10                          | 27                          | 21                          | 45                          | 70                          | - ARIA: Ouro - MC: 2× Platina - RMNZ: Platina - RIAA: Platina | You              |
| "What If I Told You That I Love You" | 2020 | 34                          | 49                          | 8                           | 49                          | 16                          | —                           | 29                          | 4                           | 63                          | 95                          |                                                               | Non-album single |